# 九龍塘消防局
九龍塘消防局（英語：Kowloon Tong Fire Station）是一所位於香港九龍塘的消防局。鄰近香港浸會大學，於2006年12月落成及啟用。

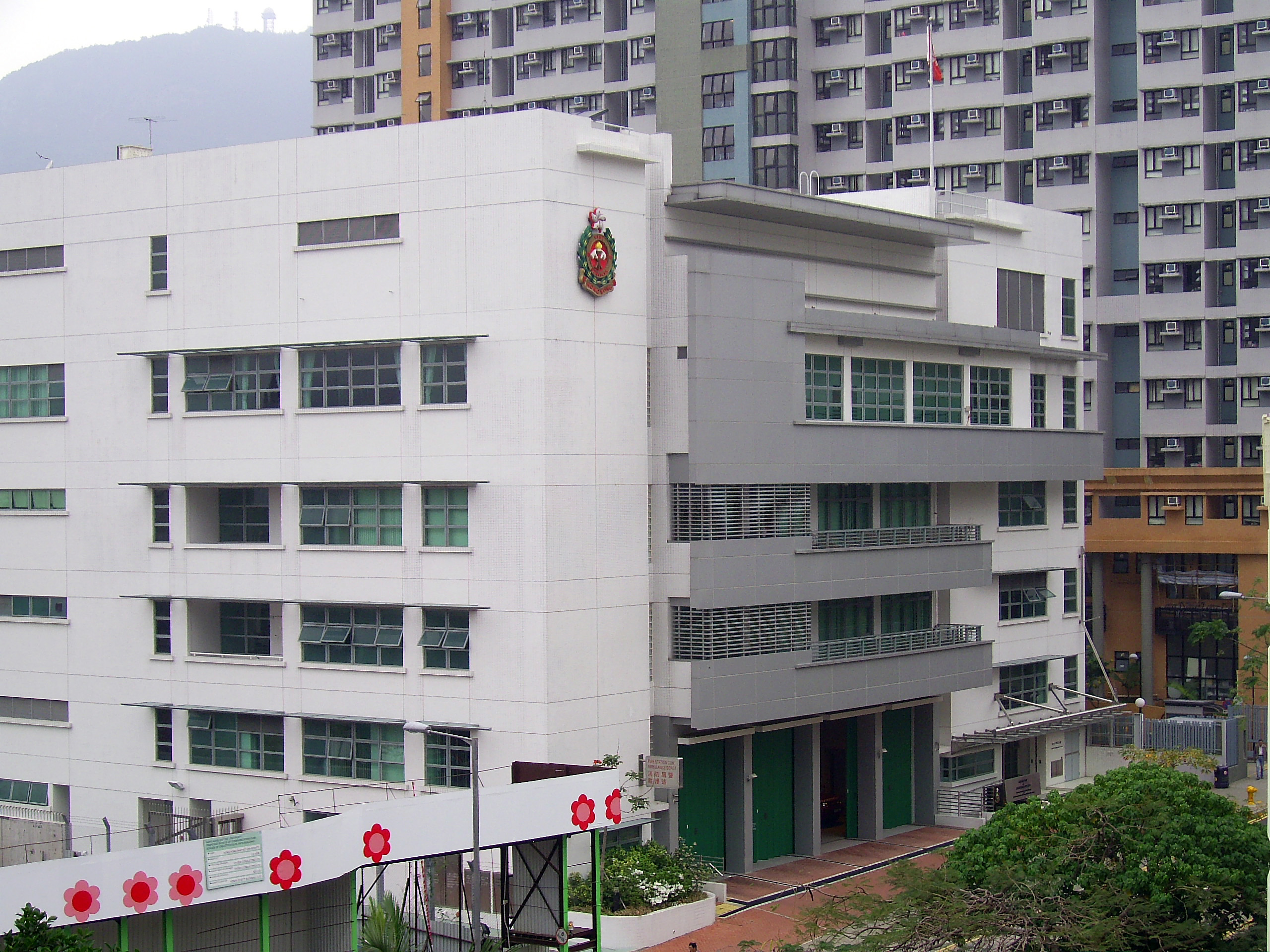
九龍塘消防局暨救護站

## 興建原因
根據政府於2004年向立法會財務委員會工務小組委員會提交的文件，在九龍塘興建消防局及救護站的其中一個原因是要解決樂富、筆架山及九龍塘消防及救護設施不足的問題，因為上述地區是「樓宇稍為密集地區」，而最就近的消防局均較偏遠，不符合香港消防處有關消防車輛須在接獲樓宇火警召喚後，在六分鐘內抵達火警現場的政策（從馬頭涌消防局、石硤尾消防局和黃大仙消防局到達九龍塘一程需時約8分鐘）。另一方面，在九龍塘設置救護站是要改善樂富、筆架山及九龍塘一帶的救護服務。另一個興建的原因是要重置原設於黃大仙消防局內的九龍消防總區總部，以改善擠迫環境。

## 建築
九龍塘消防局佔地30,957呎，樓面面積達561,930呎，樓高6層。設有4個停車位、更衣室、休息室、食堂、健身室及露天操場等。九龍消防總區總部建築部份設有職員辦事處、演講廳、會議室、會見室、圖書館、康樂室、候命人員休息室、茶水間、貯物室及16個停車位。九龍塘消防局暨救護站在外觀上與香港其他的標準消防局暨救護站不同，打破了傳統規格，外牆以白色及灰色的磁磚組成，電閘被塗上了綠色，有別於傳統的紅色。此外，其外觀不但能夠配合附近環境，同時亦可以減低鄰近的香港浸會大學及香港專業教育學院李惠利分校等學校學生對消防局暨救護站的不安感覺。此類類折衷式的設計亦可以見於馬灣消防局及尖東救護站。

## 軼事
九龍塘消防局曾被借用為《烈火雄心3》電視劇的外景拍攝場地。

## 相關參見
- 香港消防處
- 香港消防局列表